# Дорофеева, Надя
Наде́жда Влади́мировна Дорофе́ева (укр. Надія Володимирівна Дорофєєва; род. 21 апреля 1990, Симферополь, УССР, СССР), известна также как DOROFEEVA, — украинская певица, дизайнер и видеоблогер.

## Биография
Родилась 21 апреля 1990 года в Симферополе. Финалистка телепроекта «Шанс» (2005).
В 2004 году выиграла конкурс «Черноморские игры» и попала в делегацию украинских артистов, гастролировавших по Великобритании.
Закончила УВК «Школа-лицей» № 3 им. А. С. Макаренко в городе Симферополе.
Высшее образование получила в МГИК, заочно обучалась на факультете вокального мастерства.
С января 2010 года живёт в Киеве, с января 2010 по декабрь 2020 года участвовала в дуэте «Время и Стекло».
В 2020 году группа «Время и Стекло» объявила о своем распаде и провела серию прощальных концертов.
В ноябре 2020 года начала сольную карьеру под псевдонимом Dorofeeva.
В 2022 году в связи с вторжением России на Украину певица удалила свои сольные треки из всех российских музыкальных площадок.
20 апреля 2022 года Дорофеевой, как и ряду других украинских артистов и видеоблогеров, запретили въезд на территорию России, сроком в 50 лет, из-за резкого высказывания по поводу вторжения России на Украину.

### Карьера на телевидении
Является одной из финалисток украино-голливудского реалити-шоу «Американский шанс», которые в дальнейшем вошли в состав группы (2008).
В 2011 году была одной из самых молодых участниц проекта «Звезда + Звезда-2» на канале 1+1. Выступала в паре с актрисой Олесей Железняк. Когда дуэт распался, соревновалась вместе с актёром Виктором Логиновым.
В 2012 году принимала участие в шоу перевоплощений ШОУМАSTГОУОН на Новом канале.
С 11 октября 2015 года является тренером в шоу «Маленькие гиганты» на 1+1.
В июне 2017 года стало известно, что Дорофеева стала тренером украинского вокального талант-шоу «Голос. Дети» на телеканале «1+1» вместе с Алексеем Завгородним, солистом группы «Время и Стекло».
С 27 августа 2017 года на телеканале «1+1» принимала участие в танцевальном шоу «Танцы со звёздами: возвращение легенды». Танцевала в паре с победителем проекта «Танцуют все! Возвращение героев» Евгением Котом. Заняла в конкурсе второе место.
В 2018 и 2020 годах была тренером «Лиги смеха».
В 2021 году стала тренером одиннадцатого сезона «Голоса страны»
С начала полномасштабного вторжения России на Украину в феврале 2022 года, Надя стала исполнять и писать песни на украинском языке.

### Линия одежды
В феврале 2016 года запустила свою линию одежды «It’s My DoDo». Осенью 2017 года Дорофеева и основательница Oh My Look Лера Бородина открыли в Киеве концепт-стор корейских брендов одежды SO DODO. Вместе с магазином открылся также бьюти корнер G.Bar. В ноябре 2021 объявила о закрытии магазина.

### Личная жизнь
С 8 июля 2015 года — замужем за украинским певцом и телеведущим Владимиром Дантесом (род. 1988). 18 марта 2022 года пара заявила о разводе в своём Instagram.
В июне 2023 года вышла замуж за ресторатора Михаила Кацурина, чья бывшая жена Даша Кацурина в данный момент состоит в отношениях с Владимиром Дантесом.

## Фильмография
В октябре 2016 года в сериале «Кандидат» сыграла саму себя. По сюжету ей предстояло принять участие в концерте в поддержку кандидата на пост городского главы.
В ноябре 2016 года озвучила главную героиню в украинской версии мультфильма «Бременские разбойники».
В 2017 году стала лицом Maybelline и снялась в фотосессии в Нью-Йорке.
В 2018 озвучила главного персонажа мультфильма «Викрадена принцеса» и сыграла в фильме «Я, ты, он, она».
В 2021 вместе с мужем озвучила главную героиню мультфильма «Возвращение Гулливера».

## Видеоблог
22 апреля 2017 года зарегистрировала на YouTube DoDo VLOG, который на апрель 2020 года имел 933 тысяч подписчиков и более 56 миллионов просмотров.

## Дискография

### Альбомы и сборник («Время и Стекло»)
| Название       | Детали                                                                               |
| -------------- | ------------------------------------------------------------------------------------ |
| Время и стекло | - Релиз: 1 сентября 2014 - Лейбл: MOZGI Entertainment - Формат: Цифровая дистрибуция |
| Глубокий дом   | - Релиз: 11 декабря 2015 - Лейбл: MOZGI Entertainment - Формат: Цифровая дистрибуция |
| VISLOVO        | - Релиз: 5 июля 2019 - Лейбл: MOZGI Entertainment - Формат: Цифровая дистрибуция     |

### Сборник
| Название        | Детали                                                                           |
| --------------- | -------------------------------------------------------------------------------- |
| Обратный отсчёт | - Релиз: 9 июня 2017 - Лейбл: MOZGI Entertainment - Формат: Цифровая дистрибуция |

### Синглы («Время и Стекло»)
| - 2010 — «Так выпала карта» - 2011 — «Любви точка нет» - 2011 — «Скачать бесплатно» - 2011 — «Серебряное море» - 2011 — «Кафель» - 2012 — «Гармошка» - 2012 — «Слеза» - 2013 — «#кАроче» - 2013 — «Потанцуй со мной» - 2014 — «Забери» - 2015 — «Имя 505» - 2015 — «Ритм 122» - 2015 — «Опасно 220» - 2015 — «Песня 404» - 2016 — «#Навернопотомучто» | - 2016 — «На стиле» - 2017 — «Back2Leto» - 2017 — «Тролль» - 2018 — «До зiрок» - 2018 — «ТОП» - 2018 — «Промiнь» (feat.Michelle Andrade, MOZGI) - 2018 — «Е,Бой» - 2018 — «Песня про лицо» - 2018 — «Финальные титры» - 2019 — «Дим» - 2019 — «Vislovo» - 2019 — «Лох» - 2020 — «Навсегда/Никогда» - 2020 — «Last Dance» |

### Альбом (сольно)
| Название  | Детали                                                                                      |
| --------- | ------------------------------------------------------------------------------------------- |
| dofamin   | - Дата выхода: 19 марта 2021 - Лейбл: MOZGI Entertainment - Формат: Цифровая дистрибуция    |
| cенси     | - Дата выхода: 16 сентября 2022 - Лейбл: MOZGI Entertainment - Формат: Цифровая дистрибуция |
| Heartbeat | - Дата выхода: 26 сентября 2024 - Лейбл: Pomitni - Формат: Цифровая дистрибуция             |

### Синглы
- 2016 — «Абнимос/Досвидос» (feat. NK)
- 2017 — «Не забирай меня с пати» (feat. Скриптонит)
- 2018 — «Глубоко…» (feat. Monatik)
- 2020 — «gorit»
- 2021 — «a tebe…»
- 2021 — «Почему»
- 2021 — «Вальс 86» (совм. с Потапом и MOZGI)
- 2021 — «Невеста» (feat. Скриптонит)
- 2022 — «raznotsvetnaya»
- 2022 — «Думи» (feat. Артем Пивоваров)
- 2022 — «різнокольорова»
- 2022 — «крапають»
- 2022 — «у твоїй душі»
- 2022 — «охололо»
- 2023 — «вотсап»
- 2023 — «Кохаю, але не зовсім»
- 2023 — «Ритми» (feat. Макс Барских)
- 2023 — «На самоті»
- 2023 — «Хай пишуть»
- 2024 — «А я все плакала» (feat. LEBIGA)
- 2024 — «Хартбіт»
- 2024 — «Нітрогліцерин»
- 2025 — «Муракамі (До фільму «Песики»)
- 2025 — «Додайте світла»
- 2025 — «FENOMENAL'»
- 2025 — «Смак-печаль» (feat. POSITIFF)

## Видео
| Год                                         | Клип                                           | Режиссёр                                  | Альбом                                   |
| В составе группы «Время и Стекло»           | В составе группы «Время и Стекло»              | В составе группы «Время и Стекло»         | В составе группы «Время и Стекло»        |
| ------------------------------------------- | ---------------------------------------------- | ----------------------------------------- | ---------------------------------------- |
| 2010                                        | «Так выпала карта»                             | Александра Стеганова                      | Время и Стекло                           |
| 2011                                        | «Любви точка нет»                              | Алексей Потапенко                         | Время и Стекло                           |
| 2011                                        | «Серебряное море»                              | Алексей Потапенко                         | Время и Стекло                           |
| 2011                                        | «Кафель»                                       | Алексей Потапенко                         | Время и Стекло                           |
| 2012                                        | «Гармошка»                                     | Виктор Скуратовский                       | Время и Стекло                           |
| 2012                                        | «Слеза» (совм. с Потапом)                      | Алексей Потапенко                         | Время и Стекло                           |
| 2013                                        | «#кАроче»                                      | Алексей Потапенко                         | Время и Стекло                           |
| 2013                                        | «Потанцуй со мной»                             | Леонид Колосовский                        | Время и Стекло                           |
| 2014                                        | «Забери»                                       | Владимир Шкляревский и Леонид Колосовский | Время и Стекло                           |
| 2015                                        | «Имя 505»                                      | Леонид Колосовский                        | Глубокий дом-EP                          |
| 2015                                        | «Песня 404»                                    | Леонид Колосовский                        | Глубокий дом-EP                          |
| 2016                                        | «Навернопотомучто»                             | Леонид Колосовский                        | без альбома                              |
| 2017                                        | «На стиле»                                     |                                           | без альбома                              |
| 2017                                        | «Back2Leto»                                    | Илларион Ефремов                          | без альбома                              |
| 2017                                        | «Ритм 122»                                     | Юрий Казанин                              | Глубокий дом-EP                          |
| 2017                                        | «Тролль»                                       | Таня Муиньо                               | без альбома                              |
| 2018                                        | «До зiрок»                                     | Сергей Чеботаренко                        | без альбома                              |
| 2018                                        | «Топ» (Lyric Video)                            | Денис Маноха                              | без альбома                              |
| 2018                                        | «Промiнь» (совм. с MOZGI и Michelle Andrade)   | Максим Шелковников                        | без альбома                              |
| 2018                                        | «Е,Бой»                                        | Таня Муиньо                               | VISLOVO                                  |
| 2018                                        | «Песня про Лицо»                               | Леонид Колосовский                        | VISLOVO                                  |
| 2019                                        | «Дим»                                          | Максим Шелковников                        | VISLOVO                                  |
| 2019                                        | «Vislovo»                                      | Леонид Колосовский                        | VISLOVO                                  |
| 2019                                        | «Лох»                                          | Таня Муиньо                               | VISLOVO                                  |
| 2020                                        | «20s» (совм. с MOZGI, U_C и Michelle Andrade)  | Марк Тельпис и Рома Шпарук                | без альбома                              |
| 2020                                        | «Навсегда/Никогда»                             | Максим Шелковников и Денис Маноха         | VISLOVO                                  |
| 2020                                        | «Last Dance»                                   | Максим Шелковников и Денис Маноха         | без альбома                              |
| Сольно                                      |                                                |                                           |                                          |
| 2018                                        | «Глубоко…» (совм. с Monatik)                   | Таня Муиньо                               | LOVE IT Ритм (альбом Monatik'а) VISLOVO  |
| 2020                                        | «gorit»                                        | Таня Муиньо                               | dofamin                                  |
| 2021                                        | «a tebe...»                                    | BONDAR                                    | dofamin                                  |
| 2021                                        | «gorit»                                        | BONDAR                                    | dofamin                                  |
| 2021                                        | «bam bam»                                      | BONDAR                                    | dofamin                                  |
| 2021                                        | «vecherinka»                                   | BONDAR                                    | dofamin                                  |
| 2021                                        | «zavisimost»                                   | BONDAR                                    | dofamin                                  |
| 2021                                        | «Почему»                                       | Леонид Колосовский                        | без альбома                              |
| 2021                                        | «Я твоя не первая» (Mood Video)                | BONDAR                                    | 200 по встречной                         |
| 2021                                        | «Медведица» (совм. с Мумий Тролль)             | нет информации                            | без альбома                              |
| 2022                                        | «raznotsvetnaya»                               | Таня Муиньо                               | без альбома                              |
| 2022                                        | «Думи» (совм. с Артёмом Пивоваровым)           | Леонид Колосовский                        | сенси                                    |
| 2022                                        | «різнокольорова» (Lyric Video)                 | нет информации                            | сенси                                    |
| 2022                                        | «крапають»                                     | Максим Шелковников                        | сенси                                    |
| 2022                                        | «У твоїй душі»                                 | Антон Штука                               | сенси                                    |
| 2022                                        | «Щоб не було»                                  | Влад Дубовський                           | без альбома                              |
| 2023                                        | «вотсап»                                       | Indy Hait                                 | без альбома                              |
| Участие в видеоклипах у других исполнителей |                                                |                                           |                                          |
| 2011                                        | «Мы отменяем к.с.» (клип группы Потап и Настя) | Алексей Потапенко                         | Всё пучком (альбом группы Потап и Настя) |
| 2019                                        | «Влюблена в МДК» (клип Клавы Коки)             | Клава Кока                                | Неприлично о личном (альбом Клавы Коки)  |
| 2020                                        | «Самоизоляция» (клип для Вечернего Урганта)    | Александр Гудков                          | без альбома                              |
| 2021                                        | «Sasha» (клип Dantes'а)                        | Леонид Колосовский                        | без альбома                              |

## Телевидение
- 2017 — Тренер на проекте «Голос. Діти»
- 2017 — Участница проекта «Танці з зірками»
- 2018 - Лига Смеха (тренер, член жюри)
- 2019 — Тренер на проекте «Голос. Діти»
- 2019 — Лига Смеха (тренер джокер)
- 2020 — Лига Смеха (тренер, член жюри)
- 2020 — Маскарад. (В образе Курки)
- 2021 — Тренер на проекте «Голос Страны»

## Награды
В 2021 году Надежда Дорофеева вошла в топ-100 успешных женщин Украины по версии журнала Новое время.
"Жизнь научила меня, что надо очень много работать ради своей мечты. А еще, что она, как американские горки - никогда не знаешь, что ждет тебя за поворотом, но принимай все этапы как замечательные процессы, каждый из которых делает тебя лучше"